# ريتر سبورت
ريتر سبورت هي ماركة شوكولاتة تنتجها شركة ألفريد ريتر وشركاه، والتي يقع مقرها الرئيسي في فالدنبوخ في ألمانيا.
تقسم كل قطعة مربعة الشكل بوزن 100 غرام إلى 16 مربعاً ضغيراً، مشكّلة تصميم أربعة في أربعة. عام 2013، قدمت الشركة نوعاً جديداً بتصميم مقسم إلى 9 مربعات أكبر حجماً، بتصميم ثلاثة في ثلاثة. كما تتوفر قطع الشوكولاته بوزن 250 غراماً وقطع صغيرة الحجم بوزن 16.5 غراماً، ضمن فئات المنتجات الصغيرة.

## وصلات خارجية
- الموقع الإلكتروني الرسمي للشركة
- ريتر سبورت على WN
- متحف ريتر